# Закари Тејлор
Закари Тејлор (енгл. Zachary Taylor; Барборсвил, 24. новембар 1784 — Вашингтон, 9. јул 1850) је био амерички војсковођа и дванаести председник Сједињених Америчких Држава. У америчкој војсци је служио 40 година. Учествовао је у Рату 1812, Рату црног јастреба и Другом Семинола рату. Националну славу стекао је предводећи америчке трупе у неколико одлучујућих битака током Америчко-мексичког рата.
Иако није био заинтересован за политику прихватио је да буде кандидат Виговске партије на изборима 1848. године. На изборима је победио кандидата демократа Луиса Каса (енгл. Lewis Cass) и тако је постао други председник САД који пре ступања на ову дужност није био ни на једном политичком положају. Такође је био последњи јужњак који је изабран за председника пре Вудроа Вилсона.
Као председник поспешивао је насељавање Новог Мексика и Калифорније чиме је успоставио основу за Компромис из 1850. Умро је 16 месеци након ступања на дужност, а наследио га је потпредседник Милард Филмор.